# Бентвіш
Бентвіш (нім. Bentwisch) — громада в Німеччині, розташована в землі Мекленбург-Передня Померанія. Входить до складу району Росток. Складова частина об'єднання громад Ростокер-Гайде.
Площа — 14,74 км2. Населення становить 3321 ос. (станом на 31 грудня 2020).

## Галерея

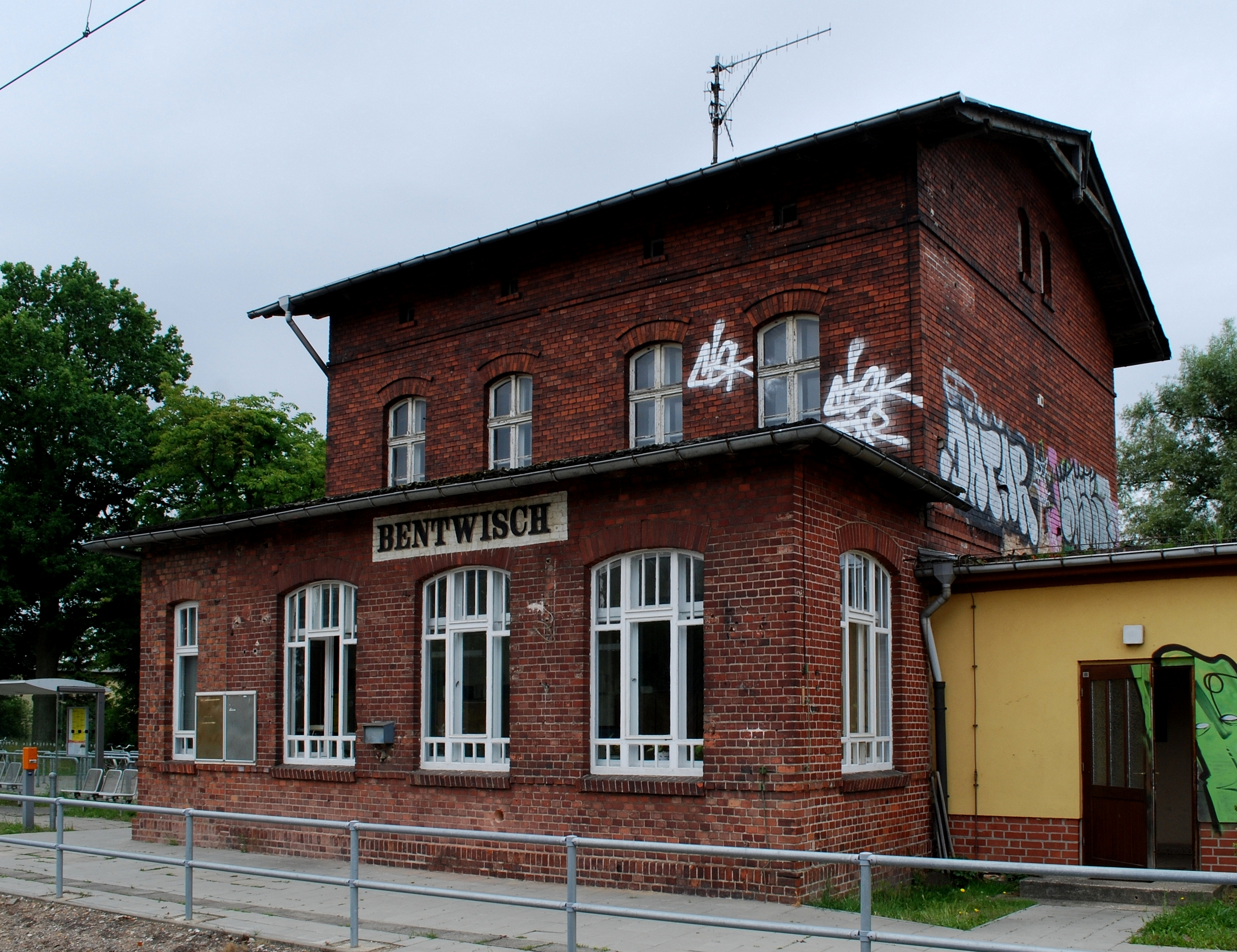